# Kista distrikt
Kista distrikt är ett distrikt i Stockholms kommun och Stockholms län. 
Distriktet ligger i norra Västerort i Stockholms kommun och motsvarar området för Järva stadsdelsområde

## Tidigare administrativ tillhörighet
Distriktet inrättades 2016 och utgörs av en del av området som till 1971 utgjorde Stockholms stad inom en del av det område som före 1949 utgjorde Spånga socken.
Området motsvarar den omfattning Kista församling hade 1999/2000 och fick 1980 efter utbrytning ur Spånga församling.